# Katrina Leskanich
Katrina Elizabeth Leskanich, född 10 april 1960 i Topeka, Kansas, är en amerikansk-brittisk sångerska. Hon är mest känd som frontperson i den amerikansk-brittisk-kanadensiska gruppen Katrina and the Waves som fick en hit med låten "Walking on Sunshine" 1985. 

## Melodifestivalen och Eurovision Song Contest
Gruppen representerade Storbritannien i Eurovision Song Contest 1997 med låten "Love Shine a Light". Låten skrapade ihop 227 av 288 möjliga poäng och tog hem segern, 70 poäng före tvåan.
Leskanich tävlade i Melodifestivalen 2005 tillsammans med ett svenskt band och kallade sig Katrina and the Nameless. De hade från början tänkt kalla sig för Katrina and the New Wave, men tilläts inte använda det namnet av originalmedlemmarna. De tävlade i den fjärde delfinalen med bidraget "As If Tomorrow Will Never Come" och nådde Andra chansen.
På hösten 2005 var Leskanich tillsammans med Renars Kaupers programledare för Eurovisionens 50-årsgala som sändes från Köpenhamn.

## Diskografi (solo)
Studioalbum
- 2004 – Turn The Tide
- 2014 – Blisland

Livealbum
- 2010 – The Live Album

EPs
- 2008 – Echo Beach
- 2011 – Spiritualize

Samlingsalbum
- 2017 – The Very Best Of Katrina From Katrina And The Waves

### Fotnoter
1. ↑  ”Katrinas band byter namn”. Svenska dagbaldet. 1 mars 2005. http://www.svd.se/katrinas-band-byter-namn. Läst 12 november 2015.